# Lijst van voetbalinterlands Slovenië - Spanje
Deze lijst van voetbalinterlands is een overzicht van alle officiële voetbalwedstrijden tussen de nationale teams van Slovenië en Spanje. De landen speelden tot op heden twee keer tegen elkaar. Het eerste duel, een groepswedstrijd tijdens het Europees kampioenschap voetbal 2000, werd gespeeld Amsterdam (Nederland) op 18 juni 2000. De laatste ontmoeting, een groepswedstrijd tijdens het Wereldkampioenschap voetbal 2002, vond plaats op 2 juni 2002 in Gwangju (Zuid-Korea).

## Wedstrijden
| № | Plaats    | Datum        | Competitie | Wedstrijd         | Uitslag |
| - | --------- | ------------ | ---------- | ----------------- | ------- |
| 1 | Amsterdam | 18 juni 2000 | EK 2000    | Slovenië – Spanje | 1 – 2   |
| 2 | Gwangju   | 2 juni 2002  | WK 2002    | Spanje – Slovenië | 3 – 1   |

## Samenvatting
| Competitie   | Totaal gespeeld | Winst Slovenië | Gelijk | Winst Spanje | Doelsaldo Slovenië – Spanje |
| ------------ | --------------- | -------------- | ------ | ------------ | --------------------------- |
| WK-eindronde | 1               | 0              | 0      | 1            | 1 − 3                       |
| EK-eindronde | 1               | 0              | 0      | 1            | 1 − 2                       |
| Totaal       | 2               | 0              | 0      | 2            | 2 − 5                       |

## Details

### Eerste ontmoeting
| EK 2000 (Amsterdam, Nederland, 18 juni 2000): |              | |
| Slovenië | 1 – 2        | Spanje |
| Zlatko Zahovič 59' | goals        | 4' Raúl González 60' Joseba Etxeberria |
| Srečko Katanec | bondscoach   | José Camacho |
| Mladen Dabanovič Darko Milanič 68' Marinko Galič Đoni Novak Aleš Čeh Sašo Udovič 46' Zlatko Zahovič Miran Pavlin 82' Željko Milinovič Mladen Rudonja Amir Karič | opstellingen | Santiago Cañizares Míchel Salgado Agustín Aranzábal Abelardo Fernández Fernando Hierro 71' Alfonso Pérez Gaizka Mendieta 81' Pep Guardiola Joseba Etxeberria 89' Juan Carlos Valerón Raúl González |
| Milan Osterc 46' Aleksander Knavs 68' Milenko Ačimovič 82' | wissels      | 71' Ismael Urzáiz 81' Iván Helguera 89' Vicente Engonga |
| Miran Pavlin 10' Darko Milanič 23' Đoni Novak 52' Amir Karič 84'                                                                                                | gele kaarten | 62' Agustín Aranzábal 82' Iván Helguera |

### Tweede ontmoeting
| WK 2002 (Gwangju, Zuid-Korea, 2 juni 2002): |              | |
| Spanje | 3 – 1        | Slovenië |
| Raúl 44' Juan Carlos Valeron 74' Fernando Hierro 87' (pen.) | doelpunten   | 82' Sebastijan Cimirotič |
| José Antonio Camacho | bondscoach   | Srečko Katanec |
| Iker Casillas Juanfran 82' Carles Puyol Fernando Hierro Miguel Angel Nadal Rubén Baraja Diego Tristan 67' Francisco Javier de Pedro Juan Carlos Valeron Luis Enrique 74' Raúl | opstellingen | Marko Simeunovič Zeljko Milinovic Marinko Galič Aleksander Knavs 77' Doni Novak Aleš Čeh 57' Milan Osterc 63' Zlatko Zahovič Miran Pavlin Mladen Rudonja Amir Karič |
| Fernando Morientes 67' Ivan Helguera 74' Enrique Romero 82' | wissels      | 57' Sebastijan Cimirotič 63' Milenko Ačimovič 77' Saša Gajser |
| Juan Carlos Valeron 36' | gele kaarten | 45+1' Amir Karič 65' Sebastijan Cimirotič |

NZS · A-internationals · Bondscoaches · Selecties · Statistieken · Sloveens vrouwenelftal · Olympisch elftal · Slovenië U21 · Slovenië U20 · Slovenië U19 · Slovenië U18 · Slovenië U17 · Slovenië U16
1991 – 1999 ·
2000 – 2009 ·
2010 – 2019 ·
2020 − 2029
EK's: 1996 · 
2000 · 
2004 · 
2008 · 
2012 · 
2016 · 
2020 · 
2024
WK's: 1998 · 
2002 · 
2006 · 
2010 · 
2014 · 
2018 ·
2022
1991 · 
1992 · 
1993 · 
1994 · 
1995 · 
1996 · 
1997 · 
1998 · 
1999 · 
2000 · 
2001 · 
2002 · 
2003 · 
2004 · 
2005 · 
2006 · 
2007 · 
2008 · 
2009 · 
2010 · 
2011 · 
2012 · 
2013 · 
2014 · 
2015 · 
2016 · 
2017 · 
2018 ·
2019 ·
2020 ·
2021 ·
2022 ·
2023 ·
2024
Albanië ·
Algerije ·
Argentinië ·
Armenië ·
Australië ·
Azerbeidzjan ·
België ·
Bosnië en Herzegovina ·
Bulgarije ·
Canada ·
China ·
Colombia ·
Cyprus ·
Denemarken ·
Duitsland ·
Engeland ·
Estland ·
Faeröer ·
 Finland ·
Frankrijk ·
Georgië ·
Ghana ·
Gibraltar ·
Griekenland ·
Honduras ·
Hongarije ·
IJsland ·
Israël ·
Italië ·
Ivoorkust ·
Joegoslavië ·
Kazachstan ·
Kosovo ·
Kroatië ·
Letland ·
Litouwen ·
Luxemburg ·
Malta ·
Mexico ·
Moldavië ·
Montenegro ·
Nederland ·
Nieuw-Zeeland ·
Noord-Ierland ·
Noord-Macedonië ·
Noorwegen ·
Oekraïne ·
Oman ·
Oostenrijk ·
Paraguay ·
Polen ·
Portugal ·
Qatar ·
Roemenië ·
Rusland ·
San Marino ·
Saoedi-Arabië ·
Schotland ·
Servië ·
Servië en Montenegro ·
Slowakije ·
Spanje ·
Trinidad en Tobago ·
Tsjechië ·
Tunesië ·
Turkije · 
Uruguay ·
Verenigde Arabische Emiraten ·
Verenigde Staten ·
Wales ·
Wit-Rusland ·
Zuid-Afrika ·
Zweden ·
Zwitserland
Algerije (2010) · 
Engeland (2010) · 
Paraguay (2002) · 
Spanje (2002) · 
Verenigde Staten (2010) · 
Zuid-Afrika (2002)
RFEF · A-internationals · Selecties · Bondscoaches · Spaans vrouwenelftal · Olympisch elftal · Spanje U21 · Spanje U20 · Spanje U19 · Spanje U18 · Spanje U17 · Spanje U16 · Vrouwen U17
1920 – 1929 ·
1930 – 1939 ·
1940 – 1949 ·
1950 – 1959 ·
1960 – 1969 ·
1970 – 1979 ·
1980 – 1989 ·
1990 – 1999 ·
2000 – 2009 ·
2010 – 2019 ·
2020 − 2029
EK's: 1964 · 
1980 · 
1984 · 
1988 · 
1996 · 
2000 · 
2004 · 
2008 · 
2012 · 
2016 · 
2020 · 
2024
WK's: 1934 · 
1950 · 
1962 · 
1966 · 
1978 · 
1982 · 
1986 · 
1990 · 
1994 · 
1998 · 
2002 · 
2006 · 
2010 · 
2014 · 
2018 · 
2022
OS: 1920 ·
1924 · 
1928 · 
1968 · 
1976 · 
1980 · 
1992 · 
1996 · 
2000 · 
2012 ·
2020
1920 · 
1921 · 
1922 · 
1923 · 
1924 · 
1925 · 
1926 · 
1927 · 
1928 · 
1929 · 
1930 · 
1931 · 
1932 · 
1933 · 
1934 · 
1935 · 
1936 · 
1937 · 1939 · 1940 · 
1941 · 
1942 · 
1943 · 1944 · 
1945 · 
1946 · 
1947 · 
1948 · 
1949 · 
1950 · 
1952 · 
1952 · 
1953 · 
1954 · 
1955 · 
1956 · 
1957 · 
1958 · 
1959 · 
1960 · 
1961 · 
1962 · 
1963 · 
1964 · 
1965 · 
1966 · 
1967 · 
1968 · 
1969 · 
1970 · 
1971 · 
1972 · 
1973 · 
1974 · 
1975 · 
1976 · 
1977 · 
1978 · 
1979 · 
1980 · 
1981 · 
1982 · 
1983 · 
1984 · 
1985 · 
1986 · 
1987 · 
1988 · 
1989 · 
1990 · 
1991 · 
1992 · 
1993 · 
1994 · 
1995 · 
1996 · 
1997 · 
1998 · 
1999 · 
2000 · 
2001 · 
2002 · 
2003 · 
2004 · 
2005 · 
2006 · 
2007 · 
2008 · 
2009 · 
2010 · 
2011 · 
2012 · 
2013 ·
2014 ·
2015 ·
2016 ·
2017 ·
2018 ·
2019 ·
2020 ·
2021 ·
2022
Albanië ·
Algerije ·
Andorra ·
Argentinië ·
Armenië ·
Australië ·
Azerbeidzjan ·
België ·
Bolivia ·
Bosnië en Herzegovina ·
Brazilië ·
Bulgarije ·
Canada ·
Chili ·
China ·
Colombia ·
Costa Rica ·
Cyprus ·
DDR ·
Denemarken ·
Duitsland ·
Ecuador ·
Egypte ·
El Salvador ·
Engeland ·
Estland ·
Equatoriaal-Guinea · 
Faeröer ·
Finland ·
Frankrijk ·
GOS ·
Georgië ·
Griekenland ·
Haïti ·
Honduras ·
Hongarije ·
Ierland ·
IJsland ·
Irak ·
Iran ·
Israël ·
Italië ·
Ivoorkust ·
Japan ·
Joegoslavië ·
Jordanië ·
Kosovo ·
Kroatië ·
Letland ·
Liechtenstein ·
Litouwen ·
Luxemburg ·
Malta ·
Marokko ·
Mexico ·
Nederland ·
Nieuw-Zeeland ·
Nigeria ·
Noord-Ierland ·
Noord-Macedonië ·
Noorwegen ·
Oekraïne ·
Oostenrijk ·
Panama ·
Paraguay ·
Peru ·
Polen ·
Portugal ·
Puerto Rico ·
Roemenië ·
Rusland ·
San Marino ·
Saoedi-Arabië ·
Schotland ·
Servië ·
Servië en Montenegro ·
Slovenië ·
Slowakije ·
Sovjet-Unie ·
Tahiti ·
Tsjechië ·
Tsjecho-Slowakije ·
Tunesië ·
Turkije ·
Uruguay ·
Venezuela ·
Verenigde Staten ·
Wales ·
Wit-Rusland ·
Zuid-Afrika ·
Zuid-Korea ·
Zweden ·
Zwitserland
Australië (2014) ·
Brazilië (2013) ·
Chili (2010) ·
Chili (2014) ·
Costa Rica (2022) ·
Duitsland (2008) ·
Duitsland (2022) ·
Engeland (1982) ·
Engeland (2024) ·
Frankrijk (1984) ·
Frankrijk (2006) ·
Frankrijk (2012) ·
Frankrijk (2021) ·
Griekenland (2008) ·
Honduras (2010) ·
Ierland (2012) ·
Iran (2018) ·
Italië (2008) ·
Italië (2012, 1) ·
Italië (2012, 2) ·
Italië (2016) ·
Italië (2021) ·
Japan (2022) ·
Kroatië (2012) ·
Kroatië (2021) ·
Marokko (2018) ·
Marokko (2022) ·
Nederland (2010) ·
Nederland (2014) ·
Oekraïne (2006) ·
Paraguay (2002) ·
Polen (2021) ·
Portugal (2012) ·
Portugal (2018) ·
Rusland (2008, 1) ·
Rusland (2008, 2) ·
Rusland (2018) ·
Saoedi-Arabië (2006) ·
Slovenië (2002) ·
Slowakije (2021) ·
Sovjet-Unie (1964) ·
Tsjechië (2016) ·
Tunesië (2006) ·
Turkije (2016) ·
West-Duitsland (1982) ·
Zuid-Afrika (2002) ·
Zweden (2008) ·
Zweden (2021) ·
Zwitserland (2010) ·
Zwitserland (2021)